# انذر
انذر جدید یک روستای مسکونی در ایران است که در دهستان چورزق در شهرستان طارم واقع شده‌است. براساس سرشماری مرکز آمار ایران در سال ۱۳۹۵، انذر ۷۸۵ نفر جمعیت دارد.
ساکنین این روستا عمدتا از اهالی روستای انذر قدیم بوده ، که پس از زلزله سال 1369 و مرگ و میر عده زیادی از اهالی به این منطقه کوچ کرده اند.
در سال 1396 مرکز بهداشتی انذر در این روستا در زمینی وقف شده احداث شده است که مراجعینی از روستاهای زیرمجموعه آن دارد.
دو روستای انذر قدیم و شقاقی انذر در نزدیکی این روستا واقع شده اند.